# Axiodes tripartita
Axiodes tripartita är en fjärilsart som beskrevs av Louis Beethoven Prout 1915. Axiodes tripartita ingår i släktet Axiodes och familjen mätare. Inga underarter finns listade i Catalogue of Life.